# Vidarrell Merencia
Vidarrell Papito Merencia (Willemstad, 4 marzo 1994) è un calciatore olandese, centrocampista del RVVH.

## Carriera

### Nazionale
Con la nazionale Under-20 di Curaçao ha giocato due partite al campionato nordamericano di calcio Under-20 2013, segnando un gol.